# NGC 7522
NGC 7522 is een ster in het sterrenbeeld Waterman. Het hemelobject werd in 1886 ontdekt door de Amerikaanse astronoom Frank Muller.